# Дотаво
Дота́во (в переводе с древненубийского, «находящийся под До») — древнеафриканское христианское государство-обрубок произошедшее от царства Макурия, находилось в Нижней Нубии на территории современного Судана. Столица находилась в городе До (в арабских источниках — Дау), ныне Гебель-Адда. Государство появилось после того как арабы-мусульмане смогли захватить Донголу столицу Макурии, в результате чего макурийский царь был вынужден бежать в Дотаво. После падения царства Алва Дотаво стало последним христианским государством, оставшимся на территории бывшей Нубии. О нём свидетельствуют старые нубийские документы, датируемые XII–XV веками. Это одно из последних засвидетельствованных христианских государств, сохранившихся в регионе. Конец государства пришёл в XVII веке, после того, как территория была захвачена султанатом Сеннар.

## Этимология
Существует две теории объясняющие этимологию названия Дотаво. Первая рассматривает это название как древненибийский термин, означающий «Нижний Дау» или регион «Под Дау»), указывая на древненибийский суффикс -тауо («под») и топоним «Дау», широко известный из арабских историй о христианской Нубии. Второй рассматривает это название как кальку с древнеегипетского термина «Верхний и Нижний Египет», предлагая комбинацию древненубийских суффиксов -до («на») и -тауо («под»).

## История
Современное понимание истории Дотаво значительно изменилось за последние поколения. В целом считалось, что Дотаво было одним из нескольких небольших государств-преемников Макурии, возникших во время анархии, а позже колапса государственной системы Макурии. Краткое упоминание в работе средневекового египетского историка аль-Макризи указывает на то, что длительная борьба за контроль над столицей Донголой между арабами и различными феодальными группировками привела к опустошению этого города и вынудила макурийский двор в 1364/65 году переехать в город До, который, по мнению некоторых современных учёных, является современной Гебель-Аддой. Согласно первой этимологии термина «Дотаво», рассмотренной выше, это могло быть нубийское государство в том виде, в каком оно сохранилось после переноса столицы в До. Даже в более ранние периоды, до распада Макурии, арабские писатели сообщали, что в Нубии было тринадцать меньших княжеств под властью одного «царя», и Дотаво, возможно, было одним из этих вассальных княжеств.
Большая коллекция старых нубийских документов, найденная в Каср-Ибриме в 1960-х годах, создает значительные проблемы для этой теории. Тексты из Каср-Ибрима указывают, что епархия Нобатии (северная Нубия) находилась в подчинении царя Дотаво во время расцвета Макурии в XII веке. Одним из объяснений этого является то, что Дотаво – это просто другое название Макурии. Изображение многочисленных нубийских царей противоречит описанию региона, данному арабским путешественником Ибн Селимом эль-Асвани. Ни в одном известном документе не встречаются названия как Дотаво, так и Макурия, и в некоторых местах перечисленные имена царей Дотаво совпадают с именами царей Макурии. Первое поколение учёных, изучавших находки в Каср-Ибриме, обнаружило слишком много очевидных противоречий между именами царей Макурии и Дотаво, чтобы удовлетвориться этим объяснением. Более позднее изучение и повторное редактирование этих текстов разрешило большинство этих очевидных противоречий, и теперь представляется вероятным, что Дотаво является местным названием центрального государства Нубии, по крайней мере, с момента его первого подтверждения в 1180-х годах до последнего подтверждения в 1490-х годах; к 2022 году, эта позиция была принята в качестве научного консенсуса. В 2021 году, было высказано предположение, что название Дотаво появилось так поздно в истории христианской Нубии потому, что оно относилось конкретно к объединенному государству Макурии и Алвы после личного союза между их правящими семьями в XI веке.
Конец существования Дотаво традиционно относят к 1500 году, когда, как считается, он был завоеван султанатом Сеннар, основанным в 1504 году. Однако в 2023 году Адам Симмонс указал на оставленные португальским историком Жуаном де Баррошем свидетельства в книге Terceira Década da Ásia о существовании в 1520-х годах христианской нубийской царицы, которую де Баррош именовал Гауа, и предположил, что Дотаво продолжало существовать как независимое государство между турками на севере и арабми на юге до XVII века.

## Цари Дотаво
- Моисей-Георгий (ок. 1144).
- Василий (ок. 1199).
- Давид (ок. 1250).
- Георгий-Симон (ок. 1287).
- Саба-Нол (ок. 1327).
- Сити (ок. 1334).
- Насир (ок. 1397).
- Элитэ (ок. 1410).
- Сити (ок. 1430).
- Кудланиэль (ок. 1460).
- Иоиль (ок. 1484 до 1504)[10].